# Jerry Boutsiele
Jerry Boutsiele (Courcouronnes; 20 de abril de 1994) es un jugador de baloncesto francés que actualmente pertenece a la plantilla del Dubai BC de la ABA Liga. Con 2,07 metros de altura juega en la posición de pívot.

## Trayectoria Profesional

### Inicios
Formado en la cantera del JSF Nanterre, debutó con el primer equipo de la Pro A en la temporada 2012-2013, siendo cedido al SPO Rouen Basket en octubre de 2013.

### SPO Rouen Basket
Jugó casi toda la temporada 2013-2014 cedido en el SPO Rouen Basket de la Pro B, la segunda división francesa.
Disputó 24 partidos de liga con el cuadro de Rouen, promediando 1,9 puntos (57,6 % en tiros de 2) y 1,5 rebotes en 9,8 min de media.

### Denain ASC Voltaire
Tras desvincularse del JSF Nanterre, firmó para la temporada 2014-2015 por el Denain ASC Voltaire, también de la Pro B. En junio de 2015 renovó por dos temporadas con el equipo francés, teniendo cláusula de salida en caso de oferta de un equipo de la Pro A, cláusula que ejecutó al final de la temporada 2015-2016.
En su primera temporada, jugó 34 partidos de liga y 7 de play-offs, quedando subcampeón de los play-offs de ascenso a la Pro A tras perder por 2-0 en la eliminatoria contra el Olympique d'Antibes. En liga promedió 5,2 puntos (58,6 % en tiros de 2 y 69,7 % en tiros libres) y 3,7 rebotes en 15 min, mientras que en play-offs promedió 7 puntos (60 % en tiros de 2 y 70,4 % en tiros libres) y 4,7 rebotes en 19 min de media.
En su segunda y última temporada con el cuadro de Denain, jugó 33 partidos de liga, promediando 7,4 puntos (56,8 % en tiros de 2), 6,3 rebotes, 1 asistencia y casi un tapón por partido en 21,7 min. Finalizó la temporada como el 7º máximo taponador de la Pro B.
Disputó un total de 67 partidos de liga con el cuadro de Denain entre las dos temporadas, promediando 6,3 puntos (57,7 % en tiros de 2 y 65,4 % en tiros libres) y 5 rebotes en 18,3 min de media.

### Cholet Basket
El 3 de junio de 2016, el Cholet Basket de la Pro A, anunció su fichaje por dos temporadas.

### Limoges CSP
En 2018, firma por el Limoges CSP de la Pro A, en el que jugaría durante 3 temporadas.

### AS Mónaco
En la temporada 2021-22, firma por el AS Mónaco Basket de la Pro A, la máxima división francesa.

### Bahçeşehir Koleji
En la temporada 2022-23, firma por el Bahçeşehir Koleji S.K. de la BSL, la máxima división turca.

### Dubai BC
El 7 de enero de 2025 fichó por el Dubai BC de la ABA Liga.